# Something To Write Home About
Something To Write Home About es un álbum, lanzado por la banda The Get Up Kids, lanzado el 21 de septiembre de 1999. Es un clásico disco, estándar, dentro del género emo, es un disco instrospectivo y catártico. Es un álbum de ritmos rápidos, riffs y una torturada voz melodiosa, no trajeron muchas ventas al disco, alcanzó el lugar #31 en el Billboards Heatseekers 200 Albums Chart (Norteamérica), pero reunieron una gran cantidad de críticas. En este álbum, la banda agregó el uso de teclado, que lo tocó James Dewees. 
Después de lanzar su álbum, Four Minute Mile, la banda se registró en una Compañía discográfica, dejando el sello independiente de antes. Este disco está más orientado hacia la radio, con pegadizos coros y ganchos.

## Lista de canciones
1. "Holiday" - 3:29
2. "Action and Action" - 4:05
3. "Valentine" - 4:19
4. "Red Letter Day" - 2:56
5. "Out of Reach" - 3:46
6. "Ten Minutes" - 3:12
7. "The Company Dime" - 4:06
8. "My Apology" - 3:24
9. "I'm a Loner Dottie, a Rebel..." - 3:08
10. "Long Goodnight" - 4:49
11. "Close to Home" - 3:50
12. "I'll Catch You" - 4:22

### Bonus Track edición UK
- "Forgive and Forget" - 3:24
- "Central Standard Time" - 3:22

## Personal
- Matthew Pryor - guitarra, voz
- Jim Suptic - guitarra, voz
- James Dewees - teclado, voz
- Robert Pope - bajo
- Ryan Pope - batería

- Alex Brahl - productor, asistente ingeniero
- Chad Blinman - productor, mezclador, grabador
- Dale Lawton - asistente
- Ramon Breton - masterizador